# بالگردگاه مرکز خدمات وسترن دیو
بالگردگاه مرکز خدمات وسترن دیو (به انگلیسی: Western Div. Service Center Heliport) یک فرودگاه خصوصی است. این فرودگاه در کشور ایالات متحده آمریکا قرار دارد و در ارتفاع ۷۱ متری از سطح دریا واقع شده است.